# Rue Gustave-Geffroy
La rue Gustave-Geffroy est une voie située dans le quartier Croulebarbe du 13e arrondissement de Paris.

## Situation et accès
La rue, en légère descente et en forme de « S », longe par le sud-est l'îlot de la Reine Blanche et par le nord-ouest la manufacture des Gobelins. Une partie de la rue a été rénovée dans les années 2000.
La rue Gustave-Geffroy est desservie par la ligne 7 à la station Les Gobelins.

## Origine du nom
Cette rue rend hommage à Gustave Geffroy (1855-1926), qui fut critique d'art et administrateur de la Manufacture des Gobelins voisine.

## Historique
Cette rue de Paris ouverte en 1906 à l'endroit d'un ancien méandre concave de la Bièvre, sous le nom de « rue Léon-Durand », prend son nom actuel le  22 mai 1937.
Au début de l'année 2011, lors de la réalisation de travaux d'un futur bâtiment municipal à usage collectif sur un terrain vague, les archéologues ont découvert les vestiges d'une carrière de calcaire à ciel ouvert, datant probablement de l'époque de Lutèce, et considérée comme étant l'une des plus anciennes connues dans la capitale,.

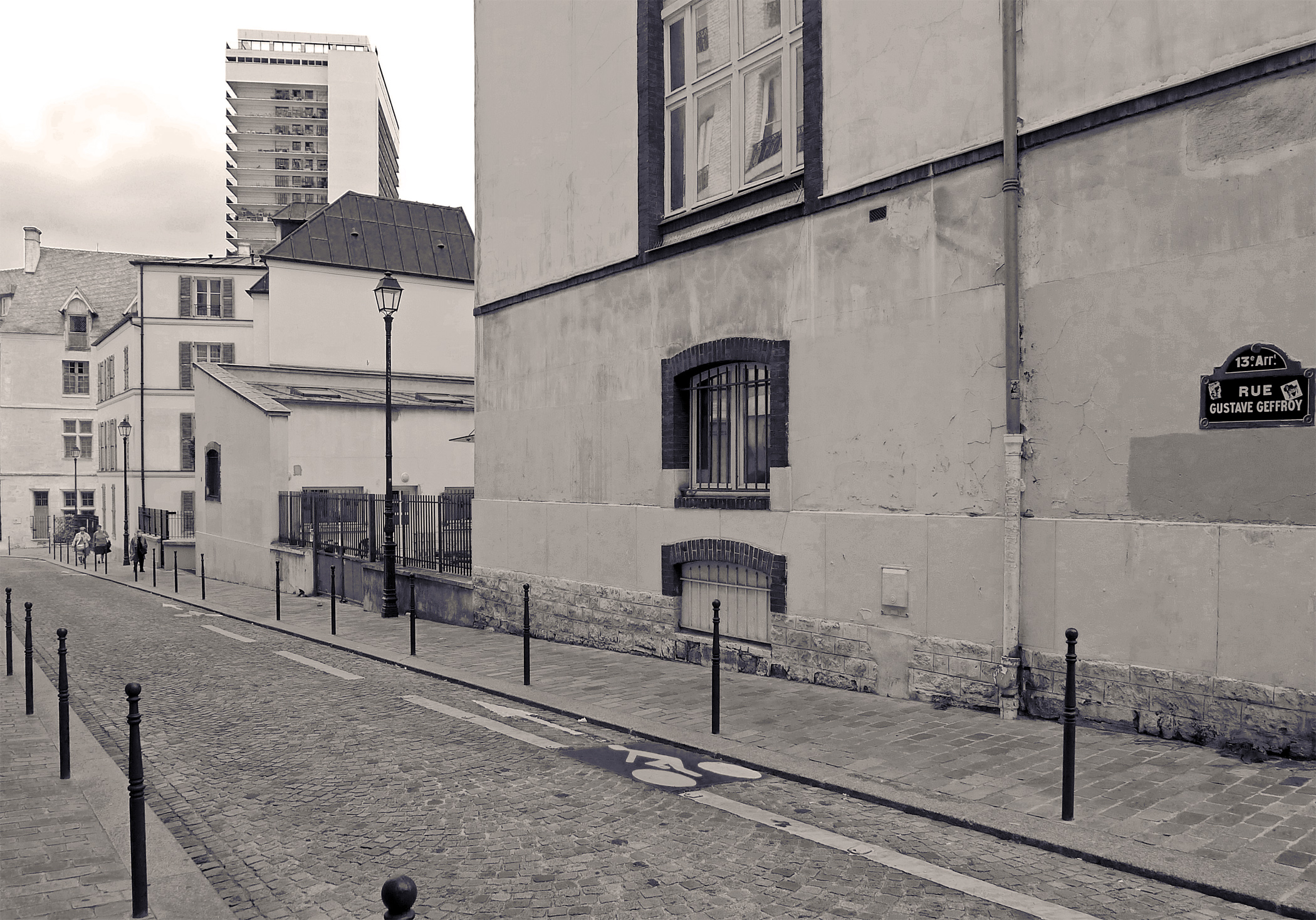
Rue vue depuis celle des Gobelins.
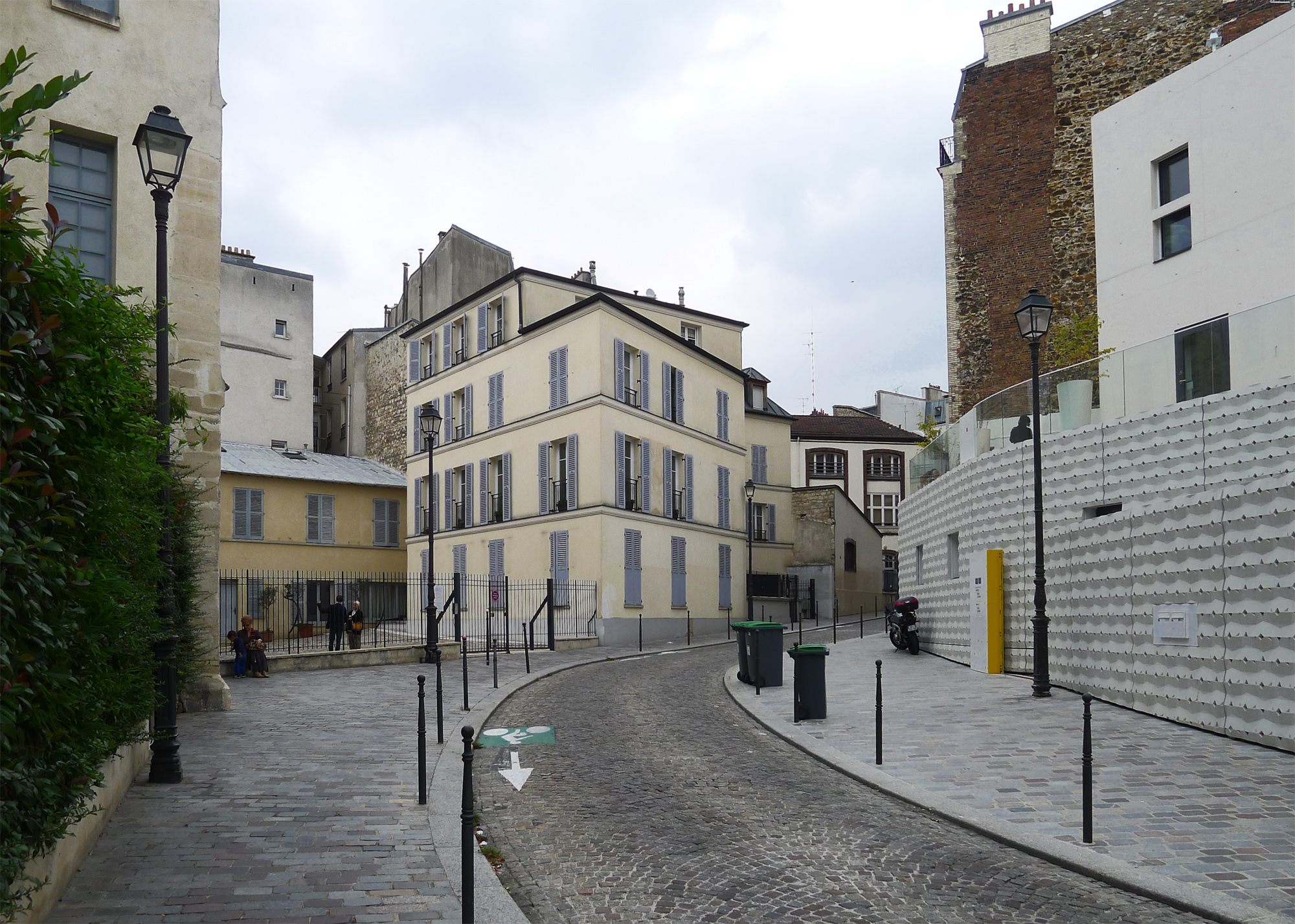
Rue vue depuis celle de Berbier-du-Mets.

## Bâtiments remarquables et lieux de mémoire
- Au no 4 se trouve le château de la Reine-Blanche, un ensemble de bâtiments construits de 1480 au XIXe siècle. Dans la cour, un bâtiment d’une ancienne mégisserie subsiste (l’autre façade est visible au no 17 de la rue des Gobelins)[4].

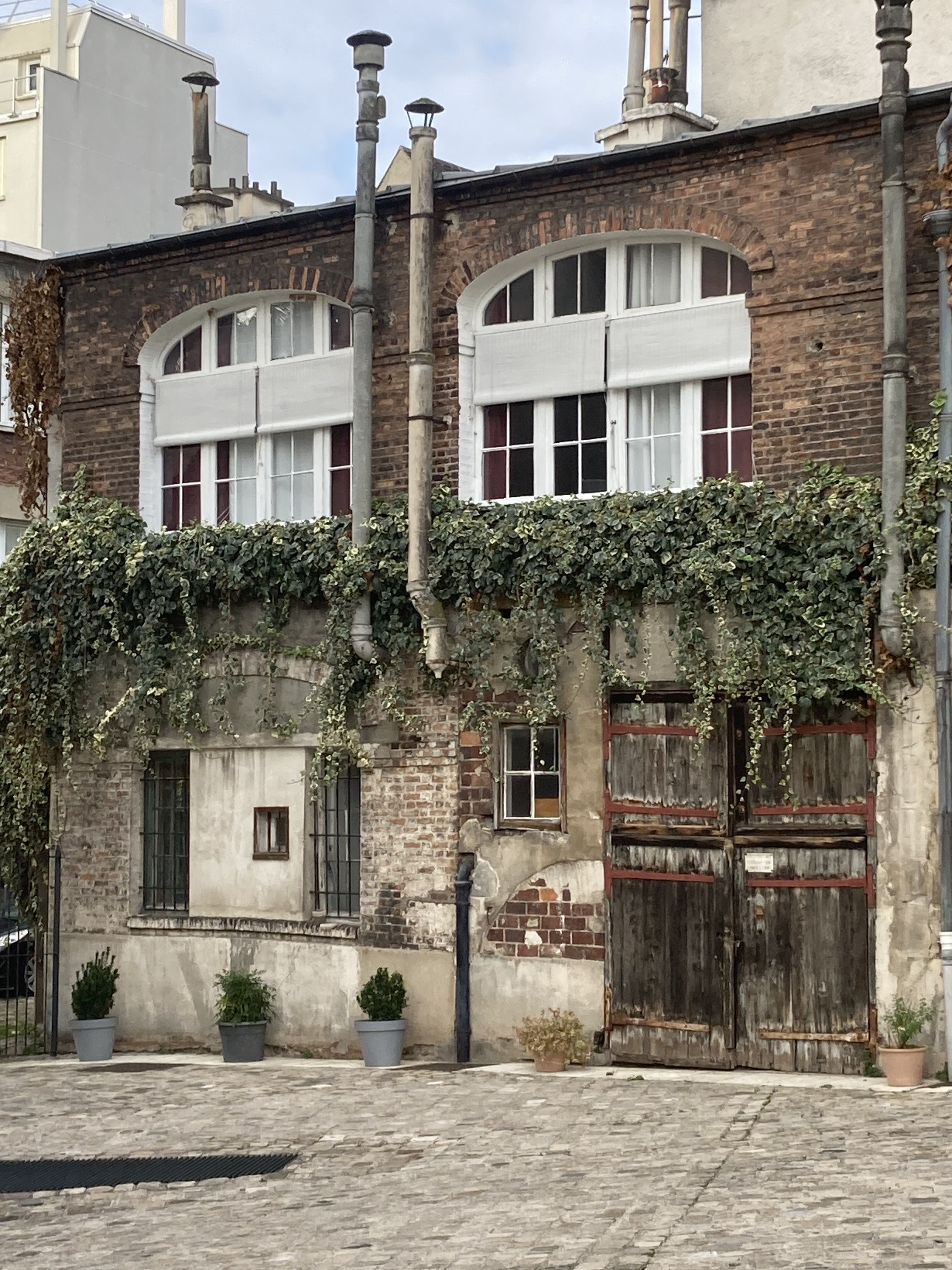
Ancienne mégisserie.

- La rue longe le bas de la Manufacture des Gobelins.

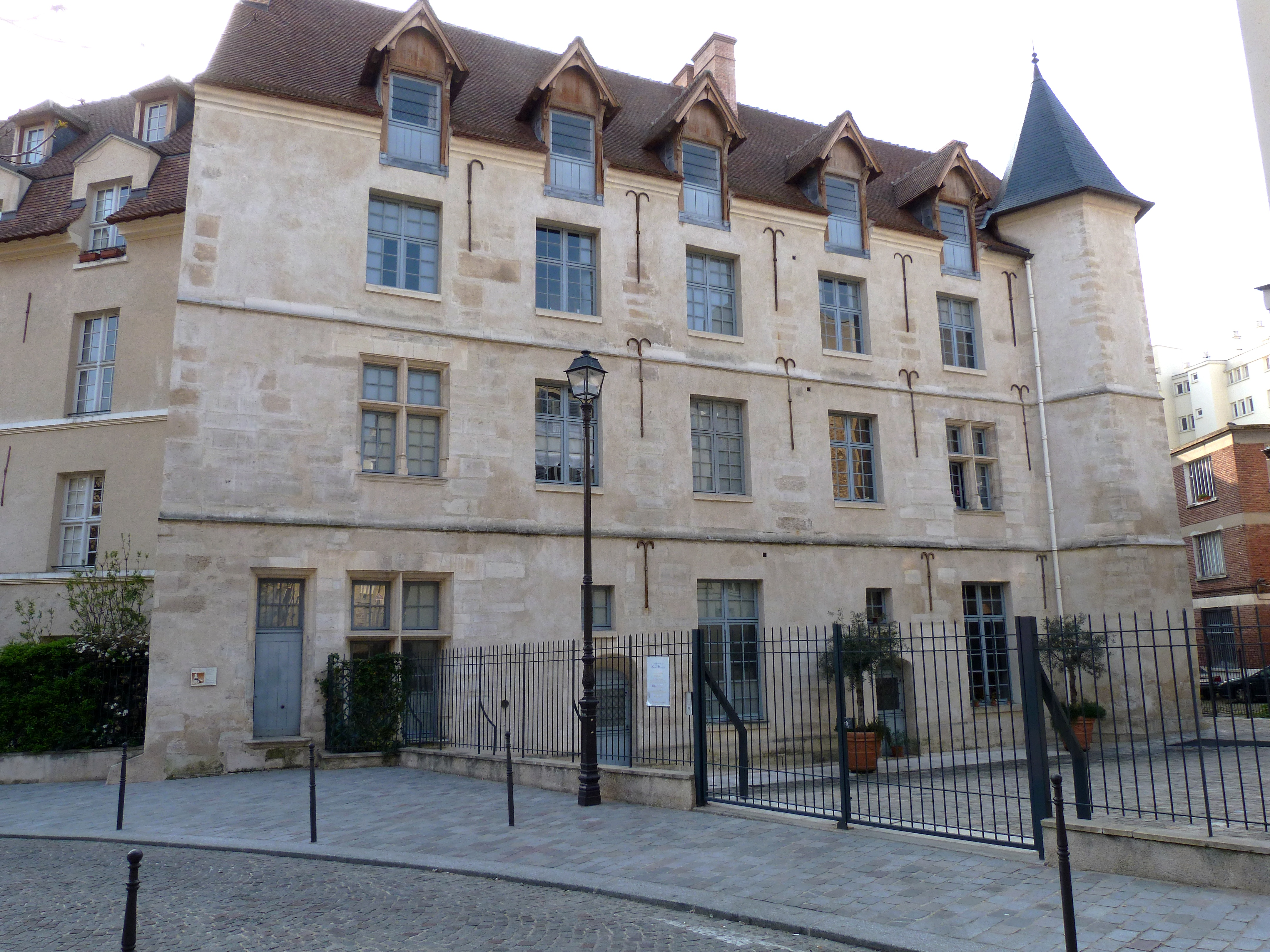
Le château de la Reine-Blanche…
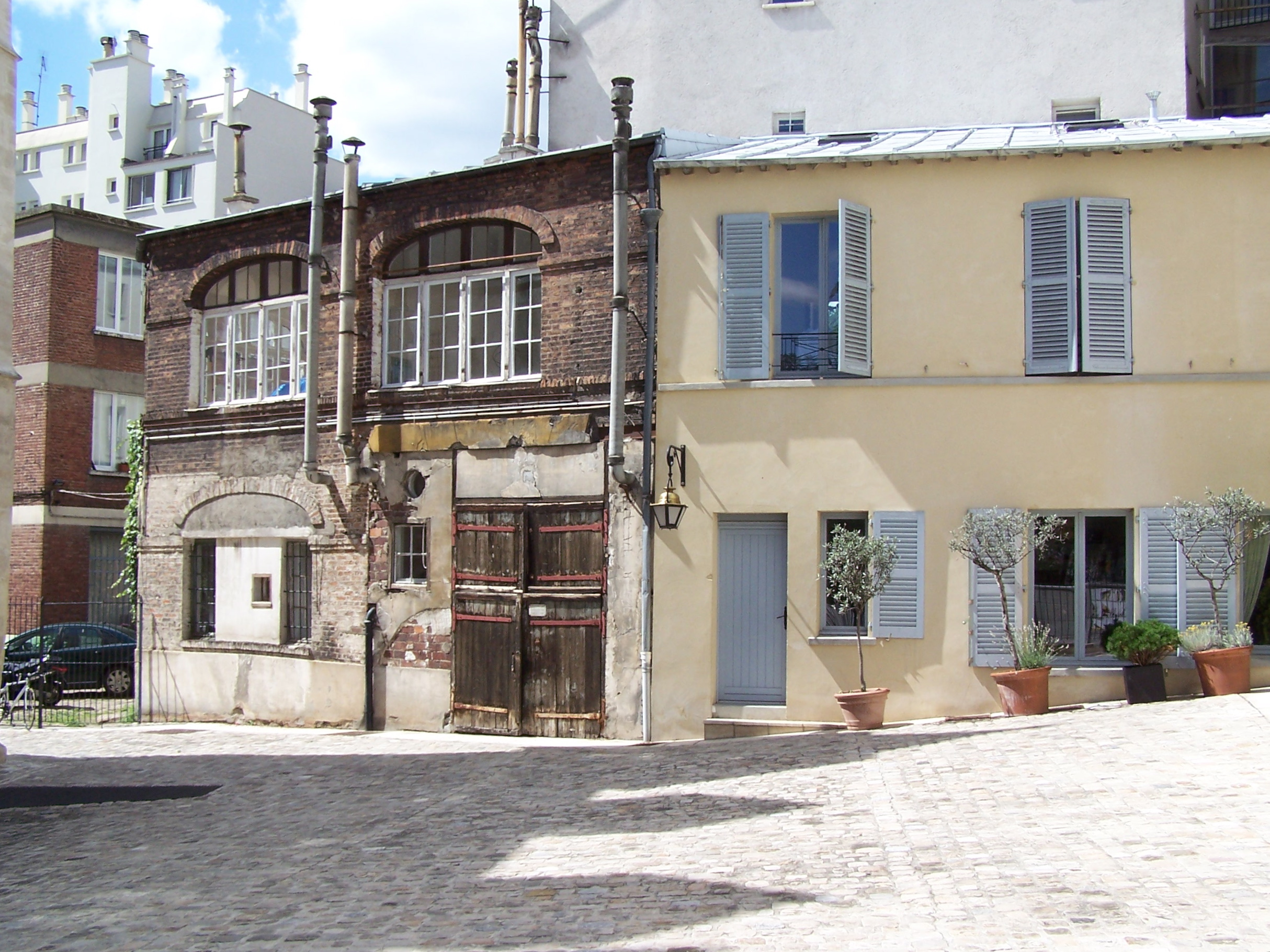
… et ses ateliers attenants.